# Santa Rosa (New Mexico)
Santa Rosa is een plaats (city) in de Amerikaanse staat New Mexico, en valt bestuurlijk gezien onder Guadalupe County.

## Demografie
Bij de volkstelling in 2000 werd het aantal inwoners vastgesteld op 2744.
In 2006 is het aantal inwoners door het United States Census Bureau geschat op 2486, een daling van 258 (-9.4%).

## Geografie
Volgens het United States Census Bureau beslaat de plaats een oppervlakte van
11,1 km², waarvan 11,0 km² land en 0,1 km² water. Santa Rosa ligt op ongeveer 1395 m boven zeeniveau.

## Plaatsen in de nabije omgeving
De onderstaande figuur toont nabijgelegen plaatsen in een straal van 68 km rond Santa Rosa.